# Boris Steimetz
Boris Steimetz (n. 27 iulie 1987, Saint-Denis, Franța) este un înotător francez, medaliat olimpic. A participat la o ediție a Jocurilor Olimpice (2008) în care a câștigat o medalie de argint.

## Participări
Lista de mai jos prezintă principalele competiții la care a participat Boris Steimetz de-a lungul carierei.
- swimming at the 2008 Summer Olympics – men's 4 × 100 metre freestyle relay[*]